# Eylaoidea

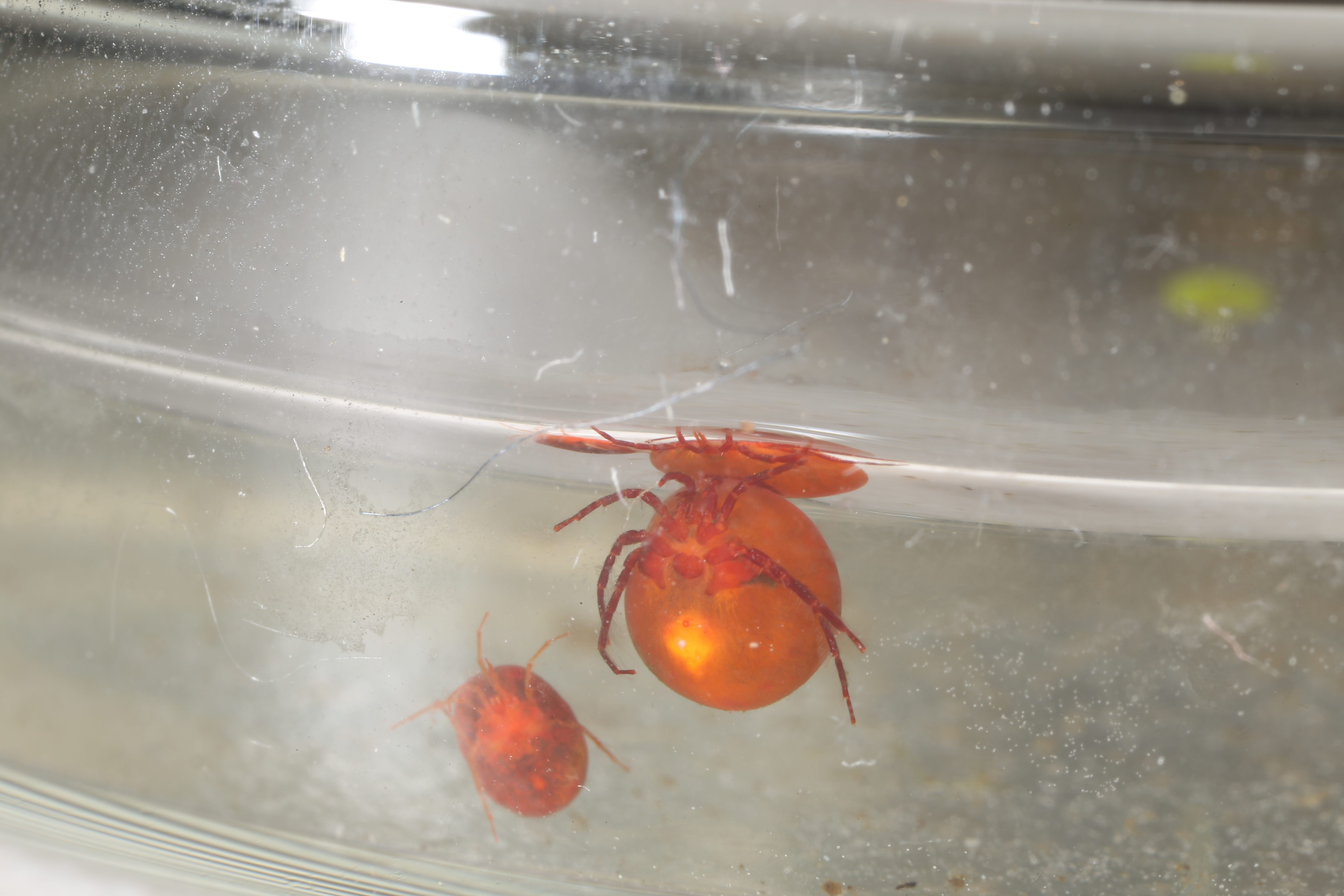
Eylais sp.

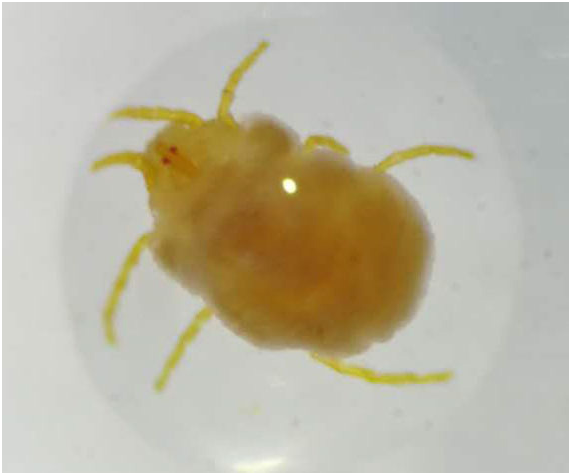
Pentachares sinensis

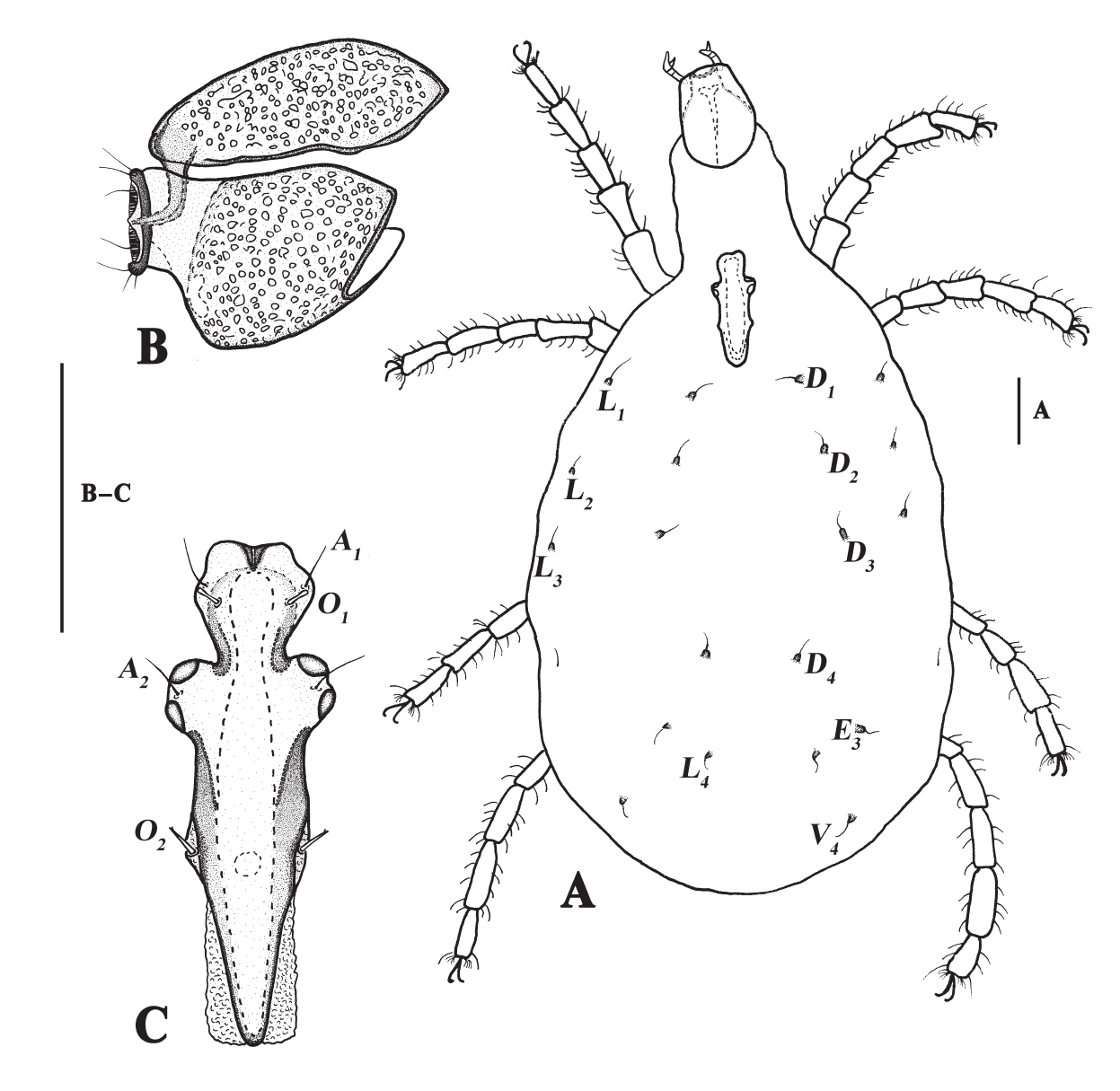
Pentachares sinensis. A — идиосома; B — гнатосома. C — фронтальная пластина. Линия = 200 мкм

Eylaoidea (лат.) — надсемейство тромбидиформных водяных клещей из подотряда Prostigmata (Parasitengona).

## Описание
Гнатосома имаго с нехелатными пальпами, обычно с 5 подвижными сегментами и голенями длиннее genua, редко с дистальными сегментами, слитыми в один подвижный сегмент, сгибающийся медиально, чтобы противостоять переднему краю капитулюма. Хелицеры 2-сегментные. Идиосома с латеральными глазными капсулами, обычно расположенными на медиальной продорсальной пластинке, реже на грубых парных пластинках, разделённых треугольной медиальной продорсальной пластинкой; тело изменчиво по форме, от грубо яйцевидного до вермиформного, и степени склеротизации, от мягкой с дорсом, несущим только продорсальную пластинку и пластинки гландулярия, до сильно бронированной с дорсом, полностью покрытым рядом парных грубых пластинок. Генитальное поле несёт генитальные ацетабулы, расположенные на пластинках или непосредственно на вентральном покрове. Личинка обычно в основном наземная, редко водная. Гнатосома лишена развитого камеростома. Ноги с 6 подвижными сегментами, с базифемуром и телофемуром, разделёнными; тарзус с коготками, изменёнными или редуцированными.
Красноватые и относительно крупные мягкотелые клещи (2—4 мм). Глаза на расстоянии примерно одной ширины глаза друг от друга, боковые глазные капсулы медиально слиты с общим лобным склеритом; Ac мелкие, свободные в вентральной части тела; ротовое отверстие окружено по кругу большой мембранозной бахромой.
Eylaoidea — древняя и, возможно, полифилетическая группа, включающая Eylaidae и ещё три семейства относительно крупных водных клещей. Многочисленные виды эйлаид рода Eylais населяют пруды и временные водоёмы по всему миру. Девтонимфы и взрослые особи питаются на ракушковых и ветвистоусых ракообразных, а личинки являются субэлитральными паразитами различных водных жуков Coleoptera и клопов Hemiptera. Взрослые клещи Limnochares из семейства Limnocharidae питаются на личинках комаров Chironomidae, а личинки клещей паразитируют на водных клопах Hemiptera, особенно водомерках (Gerridae), и различных стрекозах (Odonata).

## Систематика
Включает 4 (или 5 семейств) и около 150 видов, более ста из которых в составе крупного рода Eylais.
Zelandothyadidae — это семейство с загадочными филогенетическими отношениями, в котором приписываемые роды сочетают признаки, ранее считавшиеся диагностическими либо для надсемейства Eylaoidea, либо для надсемейства Hydryphantoidea.
- Apheviderulicidae Gerecke, Smith & Cook, 1999 — 3 вида (1 род)
  - Apheviderulix Gerecke, Smith & Cook, 1999[9]
- Eylaidae Leach, 1815 (2 рода)
  - Eylais Latreille, 1796 — около 100 видов
  - Rhyncheylais Lundblad, 1938
- Limnocharidae Grube, 1859 — около 60 видов[3][10]
  - Archaeveliacola Gerecke, Wohltmann, Smith & Judson, 2020[11]
  - Armaveliacola Gerecke, Wohltmann, Smith & Judson, 2020
  - Austrolimnochares Harvey, 1998
  - Isoveliacola Gerecke, Wohltmann, Smith & Judson, 2020
  - Laterolimnochares Jin, 1999[12]
  - Limnochares Latreille, 1796 (Limnocharinae)[13]
  - Neolimnochares Lundblad, 1937[14]
  - Parawandesia E. Angelier, 1951 (Stygolimnocharinae)
  - Pentachares Li & Guo, 2022[3]
  - Rhyncholimnochares Lundblad, 1936
  - Veliacola Gerecke, Wohltmann, Smith & Judson, 2020[11]
- Piersigiidae Oudemans, 1902 — около 10 видов (4 рода)
  - Austrapiersigia Smit, 1998
  - Piersigia Protz, 1896
  - Parawandesia Angelier, 1951
  - Stygolimnochares Cook, 1967
- ?Zelandothyadidae Cook, 1983[15][3] (=Malgasacaridae Tuzovskij, Gerecke & Goldschmidt, 2008)[8]
  - Australiothyas Cook, 1986
  - Malgasacarus Tuzovskij et al., 2008[16]
  - Zelandothyas Cook, 1985